# Vézelois
Vézelois (deutsch früher Wieswald) ist eine französische Gemeinde mit 1026 Einwohnern (Stand: 1. Januar 2022) im Territoire de Belfort in der Region Bourgogne-Franche-Comté. Die Bewohner werden Vézeloisiens und Vézeloisiennes genannt.

## Geographie
Vézelois liegt auf 366 m Höhe, etwa fünf Kilometer südöstlich der Stadt Belfort (Luftlinie). Das ehemalige Straßenzeilendorf erstreckt sich im Flachland der Burgundischen Pforte, auf dem Plateau zwischen den Grands Bois im Osten und dem Bosmont im Westen, am Flüsschen Praille.

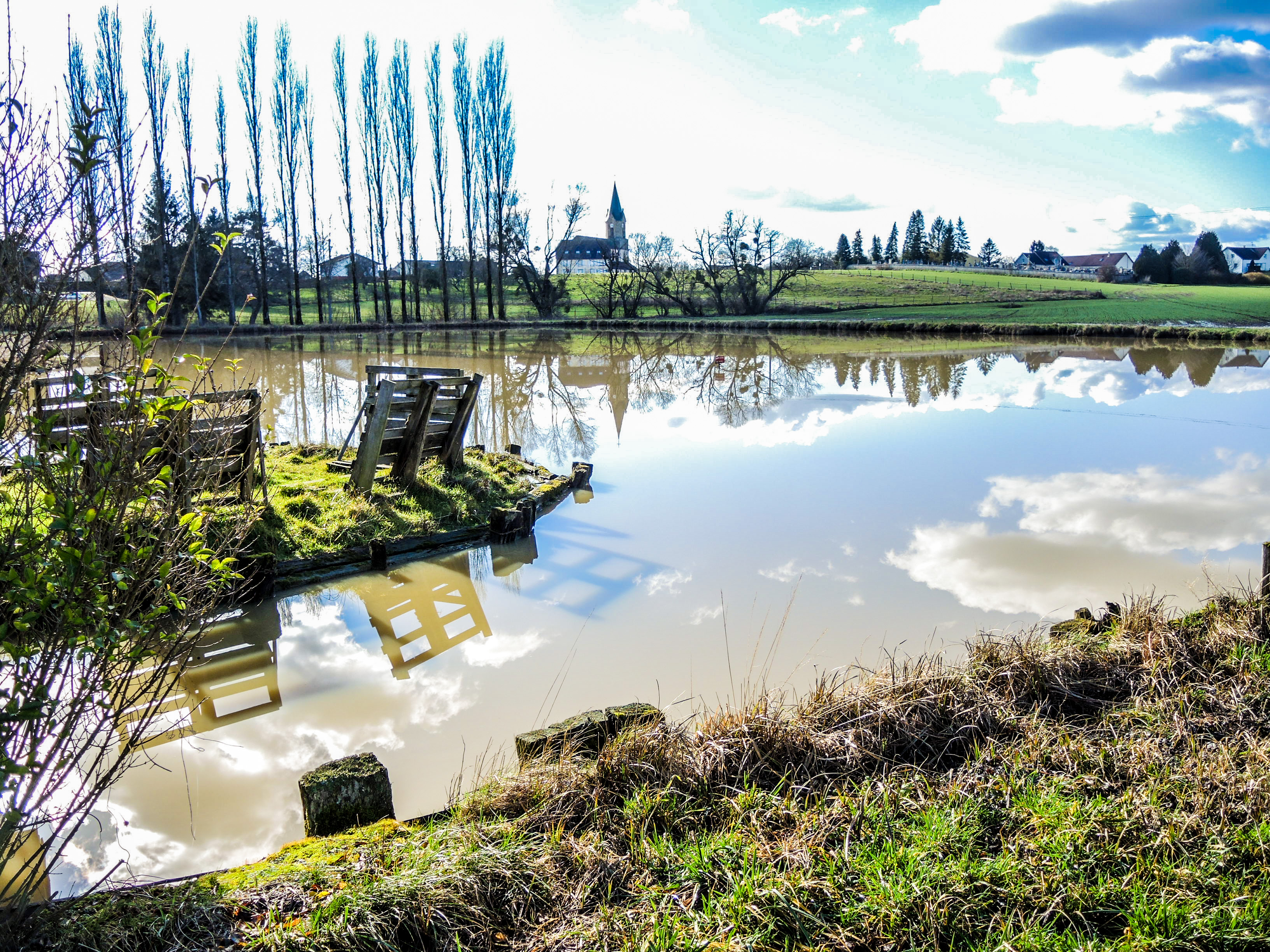
Weiher am Lieu-dit Pruelle

Die Fläche des 9,43 km² großen Gemeindegebiets umfasst einen Abschnitt der nur schwach reliefierten Landschaft im Bereich der Burgundischen Pforte (Trouée de Belfort). Der zentrale Teil des Gebietes wird von der weiten Fläche von Vézelois eingenommen, die durch die Praille nach Südosten zur Bourbeuse und damit zur Allaine entwässert wird. Das Plateau liegt durchschnittlich auf 370 m und ist überwiegend mit Acker- und Wiesland bedeckt, zeigt aber auch einige größere Waldflächen. Im Osten hat Vézelois Anteil an der ausgedehnten Waldung der Grands Bois. Nach Westen erstreckt sich das Gemeindeareal bis in den Bois de la Brosse auf der Anhöhe des Bosmont, auf dem mit 412 m die höchste Erhebung von Vézelois erreicht wird. Die nördliche Abgrenzung verläuft entlang dem Bach Neuf Fontaines. Hier wie auch in der Talmulde der Praille gibt es mehrere Weiher, die für die Fischzucht angelegt wurden.
Nachbargemeinden von Vézelois sind Pérouse und Chèvremont im Norden, Fontenelle und Novillard im Osten, Meroux-Moval im Süden sowie Danjoutin im Westen.

## Geschichte
Erstmals urkundlich erwähnt wird Vézelois im Jahr 1185 unter dem latinisierten Namen Vesiliaco. Zunächst im Einflussbereich der Herren von Montbéliard stehend, gelangte das Dorf Mitte des 14. Jahrhunderts unter die Oberhoheit der Habsburger. Es wurde darauf der Herrschaft Rosenfels (Rosemont) zugeteilt. Durch schwedische Truppen wurde Vézelois 1632 während des Dreißigjährigen Krieges stark in Mitleidenschaft gezogen. Zusammen mit dem Sundgau kam das Dorf mit dem Westfälischen Frieden 1648 an die französische Krone.
Seit 1793 gehörte Vézelois zum Département Haut-Rhin, verblieb jedoch nach dem Deutsch-Französischen Krieg 1871 als Teil des arrondissement subsistant du Haut-Rhin im Gegensatz zum restlichen Elsass bei Frankreich. Von 1883 bis 1886 wurde das Fort von Vézelois (auch Fort Ordener genannt) errichtet, das einen Teil des Befestigungsringes um Belfort bildete. Vézelois wurde 1913 an das französische Eisenbahnnetz angeschlossen, als die Schmalspurbahn von Belfort nach Réchésy eröffnet wurde. Infolge der Konkurrenz durch eine Buslinie wurde der Betrieb 1938 jedoch wieder eingestellt. Seit 1998 war Vézelois zunächst Teil des Gemeindeverbandes Communauté d’Agglomération Belfortaine, der 2017 in die Grand Belfort Communauté d’Agglomération aufging.

## Sehenswürdigkeiten
Die Kirche Saint-Thiébaud wurde von 1853 bis 1877 im Stil der Neugotik erbaut. Im ehemaligen Bahnhof von Vézelois (1913 errichtet) befindet sich heute die Mairie (Bürgermeisteramt). Das insgesamt 20 Hektar umfassende Fort Ordener, das bis 1994 als Munitionsdepot diente, ist heute ein Versammlungsort für verschiedene Festivitäten.
Siehe auch: Liste der Monuments historiques in Vézelois

Kirche Saint-Thiébaud
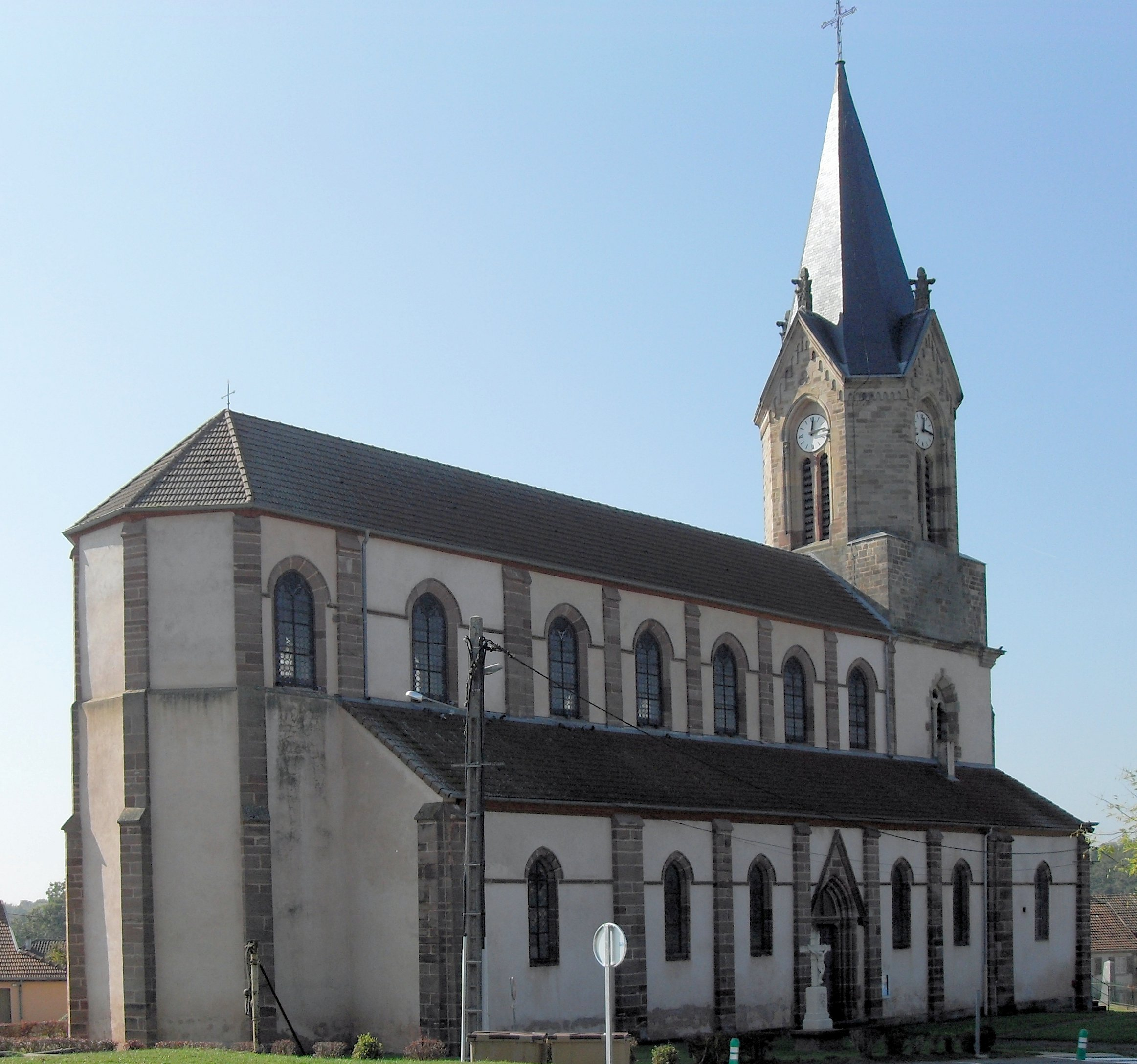
Nordseite
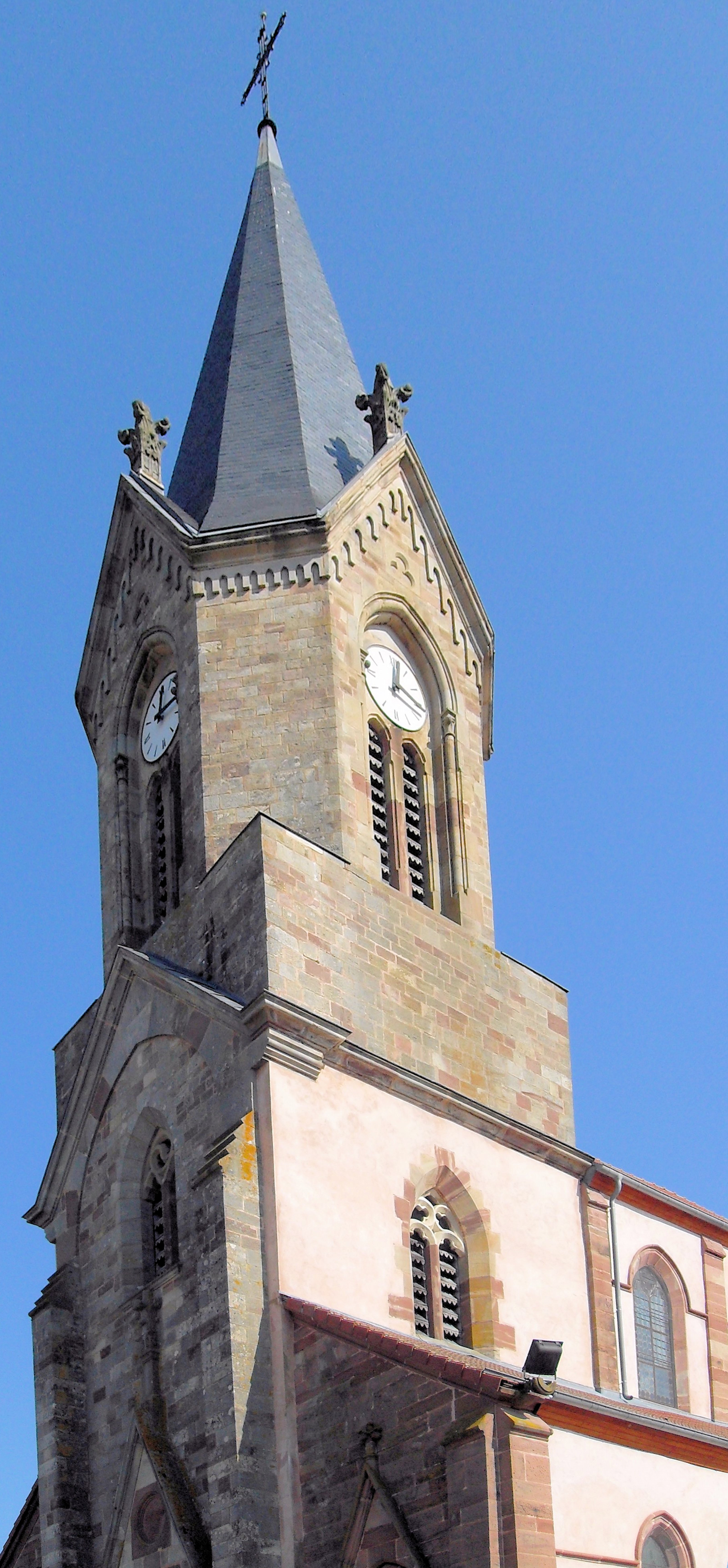
Turm

## Bevölkerung
| Bevölkerungsentwicklung | Bevölkerungsentwicklung |
| Jahr                    | Einwohner               |
| ----------------------- | ----------------------- |
| 1962                    | 373                     |
| 1968                    | 461                     |
| 1975                    | 588                     |
| 1982                    | 671                     |
| 1990                    | 664                     |
| 1999                    | 705                     |
| 2006                    | 800                     |
| 2013                    | 930                     |
| 2020                    | 999                     |

Mit 1026 Einwohnern (1. Januar 2022) gehört Vézelois zu den kleinen Gemeinden des Département Territoire de Belfort. Nachdem die Einwohnerzahl in der ersten Hälfte des 20. Jahrhunderts abgenommen hatte (1906 wurden noch 625 Personen gezählt), wurde seit Beginn der 1960er Jahre ein deutliches Bevölkerungswachstum verzeichnet. Seither hat sich die Einwohnerzahl mehr als verdoppelt.

## Wirtschaft und Infrastruktur
Vézelois war bis weit ins 20. Jahrhundert hinein ein vorwiegend durch die Landwirtschaft (Ackerbau, Obstbau und Viehzucht) und die Forstwirtschaft geprägtes Dorf. Daneben gibt es heute verschiedene Betriebe des lokalen Kleingewerbes. Mittlerweile hat sich das Dorf zu einer Wohngemeinde gewandelt. Viele Erwerbstätige sind deshalb Pendler, die in den Agglomerationen Belfort und Montbéliard ihrer Arbeit nachgehen.
Die Ortschaft liegt abseits der größeren Durchgangsstraßen an einer Departementsstraße, die von Belfort nach Suarce führt. Der nächste Anschluss an die Autobahn A36 befindet sich in einer Entfernung von ungefähr fünf Kilometern. Weitere Straßenverbindungen bestehen mit Chèvremont, Novillard und Meroux. Durch eine Buslinie ist Vézelois mit der Stadt Belfort verbunden.